# 维尔弗里德·佐尔陶
维尔弗里德·佐尔陶（德語：Wilfried Soltau，1912年6月17日—1995年9月27日），德国男子皮划艇运动员。他曾代表德国、德国联队参加1952年和1956年夏季奥林匹克运动会皮划艇比赛，获得二枚铜牌。